# Szuper haver
A Szuper haver (eredeti cím: The Iron Giant) 1999-ben bemutatott animációs sci-fi akciófilm, amelyet Brad Bird rendezett. A forgatókönyvet Tim McCanlies írta, a zenéjét Michael Kamen szerezte, A mozifilm a Warner Bros. Feature Animation gyártásában készült, és ugyancsak a Warner Bros. forgalmazásában jelent meg.
Amerikában 1999. július 31-én mutattak be a mozikban, Magyarországon 2000. szeptember 12-én adták ki VHS-en.

## Cselekmény
Az 1950-es évek Amerikájában járunk, amikor is egy hatalmas földönkívüli robot csapódik a tengerbe, majd onnan kimászva a közeli erdőben bújik el. A különös robot fémtárgyakat eszik, többek között autókat és traktorokat is elfogyaszt. A katonaság Kent Mansley ügynök vezetésével és egy helyi fiatal, Hogarth is a keresésére indul, majd a katonaságot megelőzve megtalálja és befogadja. Közöttük egy különös barátság kezd kialakulni. Hogarth elhatározza, hogy új barátját bármi áron meg fogja védeni. Ebben segítségére siet Dean McCoppin vaskereskedő-művész is.
Hogarth új barátját képregényekkel tömi, többek között Superman kalandjait olvassa fel neki. Kent Mansley ügynök félelmében egy atomfegyverrel próbálja az óriást elpusztítani, ám kapkodásával veszélybe sodorja a kisváros lakóit is. Csak egyvalaki mentheti meg a várost és a lakosokat, mégpedig a hatalmas robot, ki életét áldozva pusztítja el az atomrakétát. A robbanástól darabjaira esik, ám ezek a darabok jelzéseket küldenek egymásnak és elindulnak megkeresni egymást, hogy talán ismét egy hatalmas robottá álljanak össze.

## Szereplők
| Szereplő             | Eredeti hang         | Magyar hang     |
| -------------------- | -------------------- | --------------- |
| Az óriás             | Vin Diesel           | Horányi László  |
| Hogarth Hughes       | Eli Marienthal       | Bíró Attila     |
| Annie Hughes         | Jennifer Aniston     | Orosz Anna      |
| Dean McCoppin        | Harry Connick, Jr.   | Görög László    |
| Kent Mansley         | Christopher McDonald | Kőszegi Ákos    |
| Rogard tábornok      | John Mahoney         | Ujlaki Dénes    |
| Earl Stutz           | M. Emmet Walsh       | Harsányi Gábor  |
| Marv Loach           | James Gammon         | Gruber Hugó     |
| Floyd Turbeaux       | James Gammon         | Palóczy Frigyes |
| Sudokoff tábornok    | James Gammon         | Pethes Csaba    |
| Mrs. Lynley Tensedge | Cloris Leachman      | Czigány Judit   |

További magyar hangok: Bolla Róbert, Holl János, Imre István, Kajtár Róbert, Orosz István, Pethes Csaba, Varga Tamás, Vizy György

## Érdekességek
- A filmben szereplő robot felbukkan a Ready Player One című filmben is néhány jelenet erejéig;
- A Szuper haver című film többször is utalást tesz az USA-Szovjetunió közötti hidegháborúra és az abból eredő katonai, politikai és lakossági félelmekre.